# Предраг Јевтић
Предраг Јевтић Драган – Шкепо (Горњи Милановац, 1913 — Села при Шумберку, код Новог Места, 30. јул 1943) био је Народноослободилачка борба и народни херој Југославије.

## Биографија
Рођен је 1913. године у Горњем Милановцу, где му је отац радио као чиновник у болници. Гимназију је учио у Горњем Милановцу, Чачку и Ћуприји. После завршених студија Права на Београдском универзитету, запослио се као чиновник у банци.
Радничком покрету и Комунистичкој партији Југославије (КПЈ) пришао је за време студија. Разносио је летке, учествовао у демонстрацијама и радио у синдикалној организацији.
У партизане је отишао, јула 1941. године. Био је командант Трновског батаљона Чачанског партизанског одреда „Др Драгиша Мишовић“. После прве непријатељске офанзиве, новембра 1941. године, са главнином партизанских јединица и Врховним штабом, повукао се у Санџак.
Једно време је био заменик, а од 14. јула 1942. године, командант Трећег шумадијског батаљона Друге пролетерске ударне бригаде. Са бригадом је учествовао у многим борбама у Босни.
У јесен 1942. године одлуком Врховног штаба НОВ и ПО Југославије, послат је у Словенију, да помогне словеначком НОП покрету. Тамо је најпре постављен за команданта Пете словеначке бригаде, а јуна 1943. године постао је командант Петнаесте словеначке дивизије НОВЈ.
Погинуо је 30. јула 1943. године у борби против Италијана и беле гарде у селу Шумберку, код Новог Места.
За народног хероја проглашен је, међу првим борцима 25. октобра 1943. године.
Сахрањен је у Гробници народних хероја у Љубљани.